# Artur Bofill i Poch
Artur Bofill i Poch (Barcelona, 13 d'abril de 1846 - Barcelona, 16 de juny de 1929) fou un naturalista i geòleg català. Era fill del científic i periodista Pere Nolasc Bofill i Mascaró i de Teresa Poch i Creus. Va quedar orfe de pare sent nadó, i de mare als tres anys.
En va llicenciar en Dret i Filosofia i Lletres, a la Universitat de Barcelona. Posteriorment es va dedicar a l'estudi de les Ciències Naturals especialitzant-se en malacologia i a la paleontologia. Reuní una gran col·lecció de materials geològics i malacològics en diversos viatges per Europa i el nord d'Àfrica, els quals donà al Museu Martorell de Barcelona, que ell mateix dirigí a partir del 1887. De 1921 a 1922 fou president de la Institució Catalana d'Història Natural. Dirigí també la Junta de Ciències Naturals i fou secretari perpetu de l'Acadèmia de Ciències i Arts de Barcelona des del 1896 fins a la seva mort. Fou membre també de l'Associació Catalanista d'Excursions Científiques, de la Société géologique de France, de la Société de Géographie botanique de France i de la Sociedad Ibérica de Ciencias Naturales, entre d'altres.
Col·laborà en la redacció de la Geografia General de Catalunya dirigida per Francesc Carreras i Candi, concretament en l'estudi de la part de paleontologia corresponent al Mapa geològic de la província de Barcelona de Jaume Almera. Fou col·laborador també de la publicació Crónica científica.
Va publicar, entre altres obres: Catálogo de los moluscos testáceos del llano de Barcelona (1879), Nova fauna malacològica terrestre i d'aigua dolça de Catalunya (1897), Moluscos fósiles de los terrenos terciarios superiores de Cataluña (1884-1885-1893), El Noguera Ribagorzana Vallis clausa (1909), en col·laboració amb Jaume Almera, i els set volums de l'Estudi sobre la malacologia de les valls pirinenques (1918-21) en col·laboració amb Frederik Haas i Joan Baptista d'Aguilar-Amat.